# Eupithecia acutangula
Eupitecia acutangula es una especie de polilla de la familia Geometridae. La especie fue descrita por primera vez por George Hampson en 1895 y se puede encontrar en Pakistán e India.

## Descripción
Gris, llenas de mancas oscuras con el tórax con una banda negra detrás del cuello. El abdomen tiene una banda de manchas oscuras en el segundo segmento. Su ala anterior tiene una línea subbasal negra indistinta en ángulo debajo de la costa con tres líneas antemediales indistintas, una línea de escamas negras elevadas en discocelulares, una doble línea posmedial producida en un ángulo muy fuerte y una línea submarginal ondulada pálida indistinta. El ala trasera está cubierta con mota de células y restos de líneas onduladas en la zona interior, mucho más llena de manchas oscuras.